# HDV

HDV Mark

HDV é um formato de gravação de vídeo de alta definição (HD). HDV usa fita DV oferecendo uma solução de baixo custo para produções em HD comparando com outros formatos.

## História
O formato HDV foi desenvolvido pela JVC e Sony para atualizar o padrão de vídeo de definição padrão DV para gravação de vídeo de alta definição. No início, o formato foi usado pelas câmeras Canon e Sharp. Em setembro de 2003 quatro empresas formaram o Consorcio HDV.
A maioria das câmeras HDV usam fitas MiniDV/DVC.

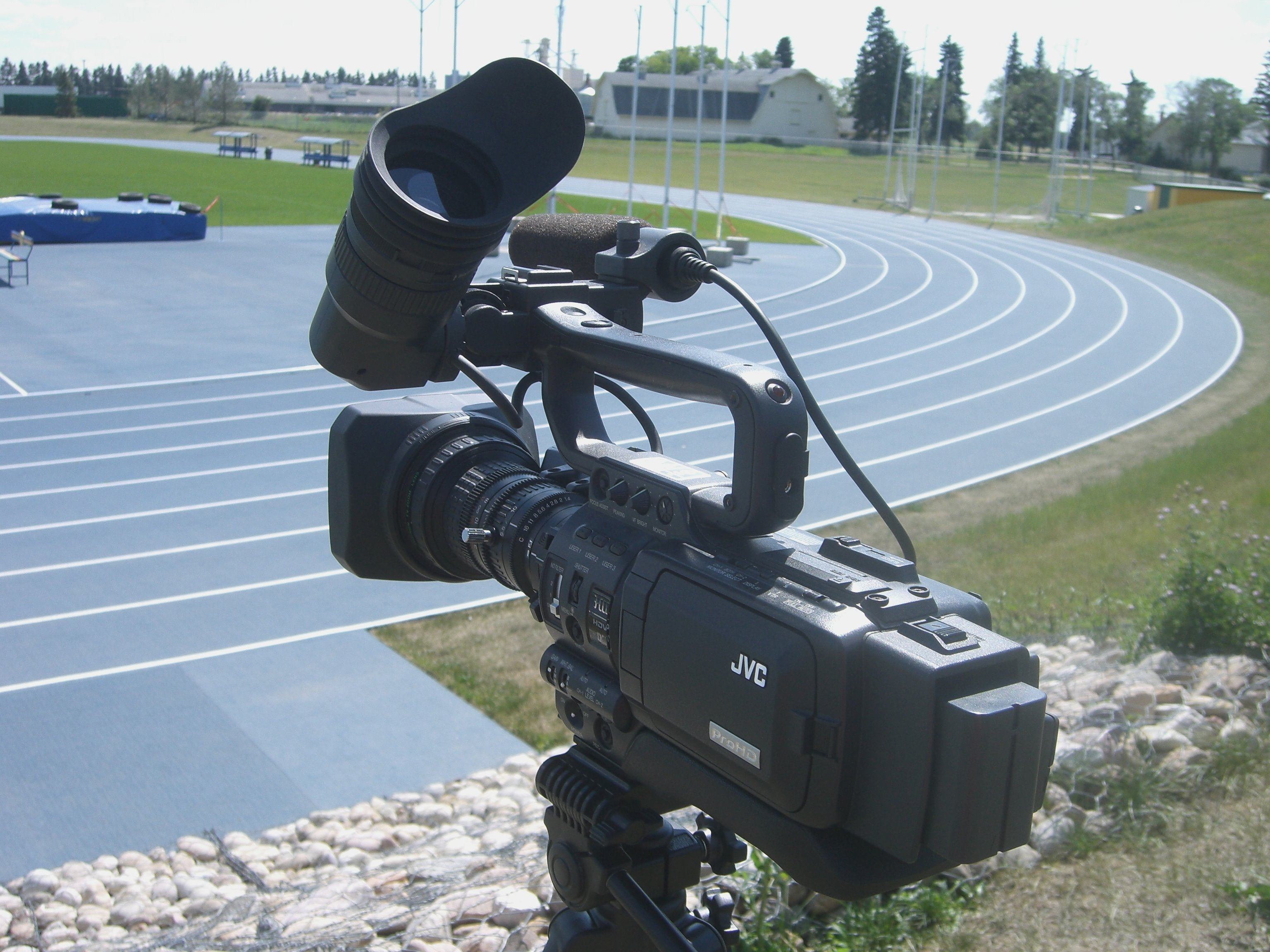
JVC ProHD camcorder

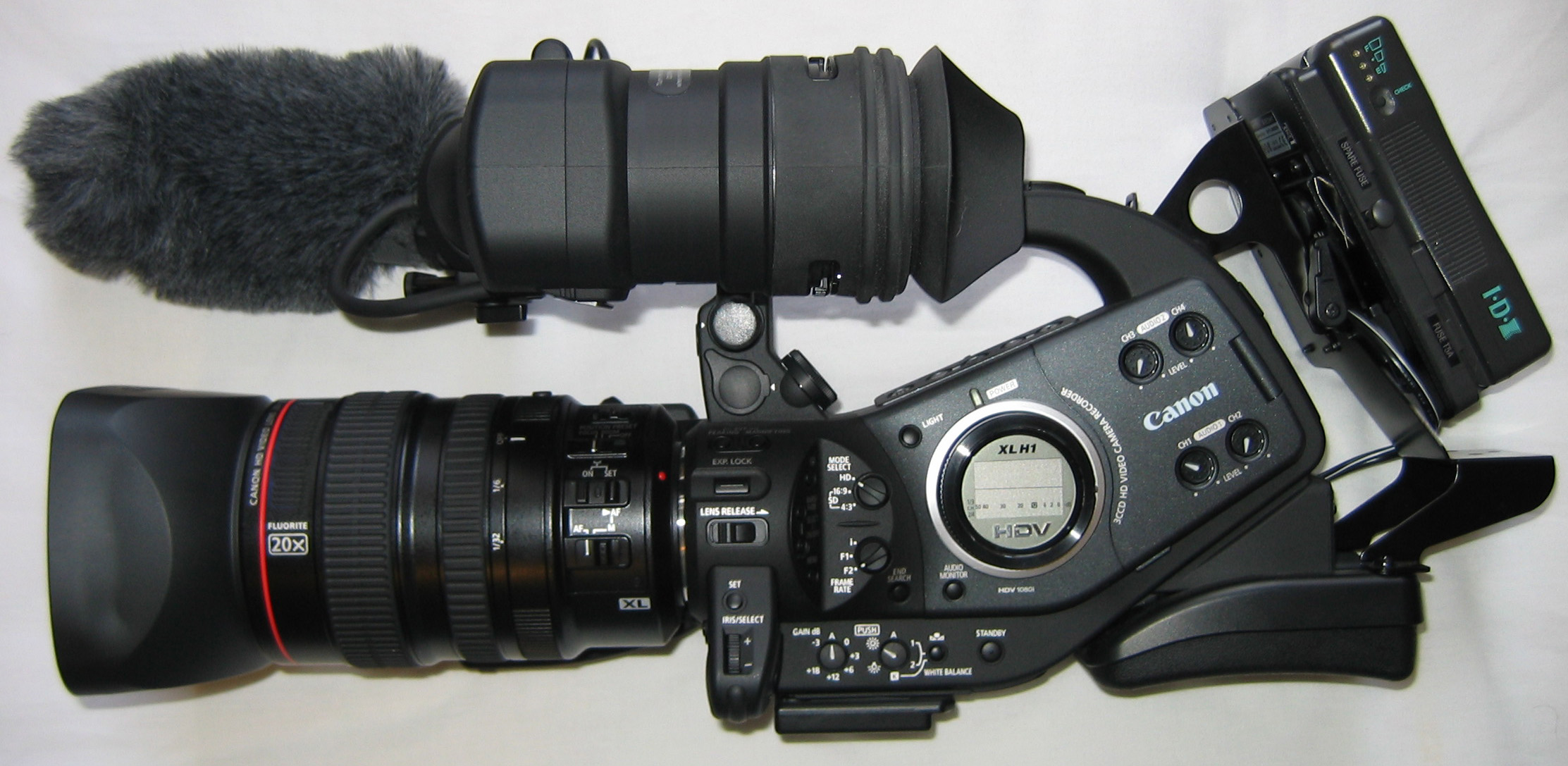
Canon XL-H1

## Especificações
A tabela abaixo lista 3 formatos HDV: HDV 720p, HDV 1080i e HDV 1080p. HDV 1080p não é oficialmente um padrão separado, mas é incluido nas especificações do padrão HDV 1080i. Todas as câmeras HDV 1080p também podem gravar vídeos no padrão de vídeo 1080i.
| Formato                               | HDV 720p                                                                                        | HDV 1080i                                                                                       | HDV 1080p                                                                                       |
| ------------------------------------- | ----------------------------------------------------------------------------------------------- | ----------------------------------------------------------------------------------------------- | ----------------------------------------------------------------------------------------------- |
| Mídia                                 | Full-size DV ou fita cassete DVC compacta                                                       | Full-size DV ou fita cassete DVC compacta                                                       | Full-size DV ou fita cassete DVC compacta                                                       |
| Vídeo                                 |                                                                                                 |                                                                                                 |                                                                                                 |
| Tipo Scanning                         | Progressivo                                                                                     | Interpolação                                                                                    | Progressivo                                                                                     |
| Tamanho do quadro                     | 16x9                                                                                            | 16x9                                                                                            | 16x9                                                                                            |
| Tamanho do quadro em pixels           | 1280 x 720                                                                                      | 1440x1080 (até 1920 x 1080 em playback)                                                         | 1440x1080 (até 1920 x 1080 em playback)                                                         |
| Pixel aspect ratio                    | 1.0                                                                                             | 1.33                                                                                            | 1.33                                                                                            |
| Sinal de Vídeo                        | 720/60p, 720/30p, 720/50p, 720/25p, 720/24p                                                     | 1080/60i, 1080/50i                                                                              | 1080/30p, 1080/25p, 1080/24p                                                                    |
| Compressão de Vídeo                   | MPEG2 Video (profile & level: MP@HL)                                                            | MPEG2 Video (profile & level: MP@H-14)                                                          | MPEG2 Video (profile & level: MP@H-14)                                                          |
| Freqüência para iluminação            | 74.25 MHz                                                                                       | 55.6875 MHz                                                                                     | 55.6875 MHz                                                                                     |
| Formato Chroma sampling               | 4:2:0                                                                                           | 4:2:0                                                                                           | 4:2:0                                                                                           |
| Quantization                          | 8 bits                                                                                          | 8 bits                                                                                          | 8 bits                                                                                          |
| Compressão de vídeo taxa de bitstream | ~19.7 Mbit/s (20.172,80 Kbit/s)                                                                 | ~25 Mbit/s (25.600,00 Kbit/s)                                                                   | ~25 Mbit/s (25.600,00 Kbit/s)                                                                   |
| Áudio                                 |                                                                                                 |                                                                                                 |                                                                                                 |
| Compressão                            | MPEG-1 Audio Layer II, PCM                                                                      | MPEG-1 Audio Layer II                                                                           | MPEG-1 Audio Layer II                                                                           |
| Freqüência                            | 48 kHz                                                                                          | 48 kHz                                                                                          | 48 kHz                                                                                          |
| Quantization                          | 16 bits                                                                                         | 16 bits                                                                                         | 16 bits                                                                                         |
| Modo de áudio e taxa de dados         | Stereo (2-canais) a 384 kbit/s (192 kbit/s por canal); opcional 4-canais a 96 kbit/s por canal. | Stereo (2-canais) a 384 kbit/s (192 kbit/s por canal); opcional 4-canais a 96 kbit/s por canal. | Stereo (2-canais) a 384 kbit/s (192 kbit/s por canal); opcional 4-canais a 96 kbit/s por canal. |
| Sistema                               |                                                                                                 |                                                                                                 |                                                                                                 |
| Tipo Vídeo                            | MPEG-2 transport stream (MPEG-2 TS)                                                             | MPEG-2 transport stream (MPEG-2 TS)                                                             | MPEG-2 transport stream (MPEG-2 TS)                                                             |
| Interface Vídeo                       | IEEE 1394 no modo alpha (também conhecida como FireWire 400 ou i.LINK)                          | IEEE 1394 no modo alpha (também conhecida como FireWire 400 ou i.LINK)                          | IEEE 1394 no modo alpha (também conhecida como FireWire 400 ou i.LINK)                          |
| Extensão de arquivo                   | .m2t (mais comum)                                                                               | .m2t (mais comum)                                                                               | .m2t (mais comum)                                                                               |